# Нейтан, Уака
Уака Джозеф Нейтан (англ. Waka Joseph Nathan; 8 июля 1940 — 24 сентября 2021) — новозеландский регбист, выступавший на позиции фланкера. Известен по выступлению за сборную Новой Зеландии в 1960-е годы. Один из самых известных представителей маори в регби, был известен под прозвищем «Чёрная пантера».

## Биография
Уака Нейтан родился 8 июля 1940 года в Окленде. Родители — Сэмюэл Тайя Нейтан (англ. Samuel Taia Nathan) и Ирэн Хуакоре (англ. Irene Huakore), урождённая Рэндолл (англ. Randall). Учился в Центральной начальной школе Мангере (англ. Mangere Central Primary School) и колледже Отахуху. Среди племён (иви), в родстве с которыми состоял Нейтан, были Нгапухи, Те Ророа и Уаикато Таинуи.
В регби Уака начал играть ещё в школе. В 1956 году вместе со своим другом Маком Хереуини сыграл за команду колледжа Отахуху против мемориального технического колледжа Седдона «на разогреве» перед игрой сборных Новой Зеландии и Австралии на стадионе «Иден Парк». Через год с командой колледжа он выиграл чемпионат Окленда среди школьников, а позже стал игроком клуба «Отахуху».

## Регбийная карьера
На уровне первенства провинций Нейтан играл за команду Окленда, дебютировав в её составе в 1959 году в возрасте 19 лет. Всего он провёл 88 матчей за команду, набрав 51 очко. Одним из выдающихся матчей стала игра против «Кентербери» в 1960 году, когда Нейтан занёс попытку на последней минуте, а его одноклубник Майк Кормак пробил реализацию: «Окленд» победил со счётом 19:18 и выиграл «Щит Ранфёрли».
В 1960 году Нейтан впервые попал в сборную маори, сыграв за неё 19 матчей. 16 мая 1962 года состоялся его дебют за основной состав «Олл Блэкс» в игре против клуба «Сентрал-Уэстерн Дистриктс» в австралийском Батхерсте. 26 мая того же года он провёл свой первый тест-матч против Австралии в Брисбене. Он участвовал в турне по Австралии, Британским островам и Франции. В частности, он показывал хорошую игру в матчах турне 1963—1964 годов, пока не выбыл из расположения сборной из-за травмы пальца.
В игре против валлийского клуба «Лланелли» 31 декабря 1963 года Нейтан получил перелом челюсти и выбыл из строя на полгода. В 15 матчах турне 1963—1964 годов он занёс 11 попыток, заняв 3-е место по этому показателю среди участников турне. В 1962 и 1966 годах он получал приз Тома Френча как лучший маорийский регбист. 19 августа 1967 года состоялся его последний тест-матч в Веллингтоне против Австралии, а 16 декабря того же года — последняя игра за «Олл Блэкс» как таковая, прошедшая против клуба «Барбарианс» в Лондоне в рамках большого турне по Великобритании. Дальнейшей карьере Нейтана в регби помешала серия травм, в том числе и перелом челюсти.
Всего за новозеландскую команду Нейтан сыграл 37 матчей: 14 тестовых матчей и 23 нетестовых матча. В 10 тестовых матчах он выступал на позиции левого фланкера (номер 6), в 4 матчах — на позиции правого фланкера (номер 7). Всего он набрал 69 очков за счёт 23 попыток: 4 попытки были занесены в тестовых матчах, 19 — в нетестовых.

## Стиль игры
Нейтан обладал следующими параметрами: рост 180 см и вес 92 кг. От французских журналистов Нейтан получил прозвище «Чёрная пантера», которые были впечатлены его умением преследовать противников подобно хищному животному, гнавшемуся за добычей. Колин Мидс описывал Нейтана как «самого мужественного бегуна с мячом в руках» (англ. the most virile runner with the ball in hand), который умел усиливать давление на противника, находясь рядом с форвардами.

## После игровой карьеры
В 1971—1977 годах Нейтан был членом тренерского штаба и менеджером сборной маори; также в 1982 году он входил в делегацию сборной маори, которая совершила турне по Уэльсу и Испании. Также он участвовал в церемонии открытия первого чемпионата мира в 1987 году.
Нейтан стал пожизненным членом регбийного союза Окленда и клуба «Отахуху». В 2003—2004 годах он занимал пост президента регбийного союза Окленда, прежде чем стать покровителем (патроном) регбийного совета Окленда. В знак признания заслуги Нейтана Уаки перед регби его именем был назван Кубок вызова, разыгрываемый в турнире между регбийными командами Окленда.

## Личная жизнь
Уака прожил со своей супругой Дженис 56 лет вплоть до своей кончины. Они воспитали троих детей: Алану, Клодин и Джанин.
Уака Нейтан скончался 24 сентября 2021 года в Окленде в возрасте 81 года: причиной смерти стали последствия деменции. Первые симптомы у него стали проявляться после чемпионата мира 2011 года, вследствие чего Нейтану пришлось перенести операцию по исправлению смещённого позвонка, чтобы ослабить давление на нижнюю часть головы.